# Dergano (métro de Milan)
Dergano est une station de la ligne 3 du métro de Milan, située via Carlo Imbonati dans le quartier Bovisa de la ville de Milan.